# Омен 2: Деміен
Омен 2: Деміен (англ. Damien - Omen II) — фільм жахів про надприродне 1978 року режисера Дона Тейлора. Продовження серіалу Омен і друга частина серії Омен. У головних ролях Вільям Голден і Лі Грант, Джонатан Скотт-Тейлор, Роберт Фоксворт, Лью Ейрс, Сільвія Сідні, Ленс Генріксен, Ян Гендрі та Лео МакКерн. Події відбуваються через сім років після першого фільму, і він розповідає про Деміена Торна (Скотт-Тейлор), який зараз досяг повноліття, коли він починає усвідомлювати свою долю як Антихриста.
Продюсер франшизи Гарві Бернхард написав історію за сценарієм Стенлі Манна та Майка Ходжеса. Ходжес був оригінальним режисером, але на початку виробництва його замінив Дон Тейлор. На відміну від першого фільму, який знімався в Англії та Італії, зйомки продовження проходили в основному в Сполучених Штатах, в місцях навколо Чикаго, Іллінойсу та Вісконсіна. Початкова сцена була знята в Ізраїлі.
Був випущений компанією 20th Century Studios 9 червня 1978 року та отримав неоднозначні відгуки критиків. Продовження, Омен 3: останній конфлікт, вийшло в 1981 році.